# O Homem Mais Inteligente da História
O Homem Mais Inteligente da História é um romance da autoria de Augusto Cury, o primeiro da trilogia principal do personagem Marco Polo. O livro se tornou um grande best-seller vendendo 28 milhões de cópias.

## Enredo
Cientista e Psiquiatra, Dr. Marco Polo desenvolveu uma teoria inédita sobre o funcionamento da mente e a gestão da emoção. Após sofrer uma terrível perda pessoal, ele vai a Jerusalém participar de um ciclo de conferências na ONU e é confrontado com uma pergunta surpreendente: Jesus sabia gerenciar a própria mente?
Ateu convicto, Marco Polo responde que ciência e religião não se misturam. No entanto, instigado pelo tema, decide analisar a inteligência de Cristo à luz das ciências humanas. 
Para empreender essa incrível jornada, Marco Polo vai contar com um renomado neurocirurgião, dois teólogos (um do Vaticano e o outro de Harvard) e sua assistente, a psicóloga Sofia. Juntos, eles irão decifrar os sentidos ocultos em um dos textos mais famosos do Novo Testamento.

## Série de livros
1. O Homem Mais Inteligente da História - (Sextante, 2016)
2. O Homem Mais Feliz da História - (Sextante, 2017)
3. Livro 3 - (A publicar, Sextante, 2018)

#### Prequela
- O Futuro da Humanidade - (Sextante, 2005). Em Portugal: A Saga de um Pensador - (Bertrand Editora, 2008)